# اوچاکیف
اوچاکیف (به روسی: Очаків) شهری در استان میکولائیف در کشور اوکراین واقع شده‌است. جمعیت این شهر ۱۳,۹۲۷ نفر (۲۰۲۱ تخمینی)است.